# MLL3
La histona-lisina N-metiltransferasa (MLL3) es una enzima codificada en humanos por el gen MLL3.
Este gen es un miembro de la familia del melanoma y codifica una proteína nuclear con un dominio de unión a ADN AT-hook, un dominio de dedos de zinc tipo DHHC, seis dominios de dedos de zinc tipo PHD, un dominio SET, un dominio post-SET y un dominio de dedos de zinc RING. Esta proteína es uno de los miembros del complejo ASC-2/NCOA6 (ASCOM), que posee actividad histona metiltransferasa y está implicada en coactivación transcripcional. Se ha descrito diversas variantes transcripcionales del gen, que codifican diferentes isoformas que han sido caracterizadas.

## Interacciones
La proteína MLL3 ha demostrado ser capaz de interaccionar con:
- NCOA6[3]
- RBBP5[3]